# Kieslingia chilensis
 Kieslingia chilensis  Faúndez, Saldivia & A.E.Martic., 2014 è una specie di piante angiosperme dicotiledoni della famiglia delle Asteraceae, sottofamiglia Asteroideae,  tribù Astereae (Baccharis lineage) e sottotribù Baccharidinae.  Kieslingia chilensis è anche l'unica specie del genere  Kieslingia  Faúndez, Saldivia & A.E.Martic., 2014.

## Etimologia
Il nome generico (Kieslingia ) onora il botanico argentino Roberto Kiesling. L'epiteto specifico (chilensis) fa riferimento al Cile, il paese in cui la specie è endemica.
Il nome scientifico della specie è stato definito dai botanici Luis Faúndez, Patricio Saldivia e Alicia Eugenia Marticorena (1966-) nella pubblicazione " Phytotaxa" ( Phytotaxa 177(5): 283) del 2014. Il nome scientifico del genere è stato definito nella stessa pubblicazione.

## Descrizione
Portamento. La specie di questa voce ha un habitus di tipo arbustivo.
Fusto. La parte aerea è eretta, semplice o ramosa. 
Foglie. Le foglie, persistenti, sono disposte in modo alternato e sono sessili. La lamina è intera con forme lineari e consistenza subcarnosa. La superficie, irsuta e resinosa, è percorsa da 1 – 3 nervi.
Infiorescenza. Le sinflorescenze sono composte da capolini solitari. Le infiorescenze vere e proprie sono composte da un capolino terminale brevemente peduncolato normalmente di tipo disciforme omogamo. I capolini sono formati da un involucro, con forme emisferiche, composto da diverse brattee, al cui interno un ricettacolo fa da base ai fiori di due tipi: fiori del raggio e fiori del disco. Le brattee, non carenate e a consistenza erbacea, sono disposte in modo più o meno embricato su 4 - 5 serie. Il ricettacolo, alveolato, è nudo ossia senza pagliette a protezione della base dei fiori; la forma è piatta o da convessa a conica.
Fiori.  I fiori sono tetra-ciclici (formati cioè da 4 verticilli: calice – corolla – androceo – gineceo) e pentameri (calice e corolla formati da 5 elementi). Si distinguono in:
- fiori del raggio (esterni): sono femminili e sono disposti su più serie; sono principalmente filiformi (zigomorfi);
- fiori del disco (centrali): sono più numerosi con forme tubulose (attinomorfe); sono ermafroditi.

- Formula fiorale:

*/x K {\displaystyle \infty }, [C (5), A (5)], G 2 (infero), achenio
- Calice: i sepali del calice sono ridotti ad una coroncina di squame.

- Corolla: 
  - fiori del raggio: la forma della corolla alla base è tubulosa, mentre all'apice è filiforme; il colore varia da bianco a giallo;
  - fiori del disco: la forma è tubulare imbutiforme divaricata in 5 lobi; i lobi, riflessi o ricurvi verso l'alto, hanno una forma deltata o più o meno lanceolata; il colore normalmente è giallo.

- Androceo: l'androceo è formato da 5 stami sorretti da filamenti generalmente liberi; gli stami sono connati e formano un manicotto circondante lo stilo; le teche (produttrici del polline) alla base sono troncate e sono lievemente auricolate (molto raramente sono speronate o hanno una coda); le appendici apicali delle antere hanno delle forme ovato-lanceolate; il tessuto endoteciale (rivestimento interno dell'antera) è quasi sempre polarizzato (con due superfici distinte: una verso l'esterno e una verso l'interno). Il polline è sferico con un diametro medio di circa 25 micron;  è tricolporato (con tre aperture sia di tipo a fessura che tipo isodiametrica o poro) ed è echinato (con punte sporgenti).[10][12]

- Gineceo: l'ovario è infero uniloculare formato da 2 carpelli.[6] Lo stilo (il recettore del polline) è profondamente bifido (con due stigmi divergenti) e con le linee stigmatiche marginali separate.[13] I due bracci dello stilo sono claviformi e possono essere papillosi o ricoperti da ciuffi di peli.

Frutti. I frutti sono degli acheni con pappo:
- achenio: è piccolo e di colore marrone chiaro; la forma è cilindrica/prismatica (o compressa) con alcune coste (o nervi) longitudinali; la superficie è densamente pubescente;
- pappo: è composto da setole piatte e scabre disposte su due serie (quelle esterne sono più corte).

## Biologia
Impollinazione: tramite insetti (impollinazione entomogama tramite farfalle diurne e notturne).

Riproduzione: la fecondazione avviene fondamentalmente tramite l'impollinazione dei fiori.

Dispersione: i semi cadono a terra e vengono dispersi soprattutto da insetti come formiche (disseminazione mirmecoria). Un altro tipo di dispersione è zoocoria: gli uncini delle brattee dell'involucro (se presenti) si agganciano ai peli degli animali di passaggio che portano così i semi anche su lunghe distanze. Inoltre per merito del pappo il vento può trasportare i semi anche per alcuni chilometri (disseminazione anemocora).

## Distribuzione e habitat
La specie di questa voce è distribuita in Cile.

## Sistematica
La famiglia di appartenenza di questa voce (Asteraceae o Compositae, nomen conservandum) probabilmente originaria del Sud America, è la più numerosa del mondo vegetale, comprende oltre 23.000 specie distribuite su 1.535 generi, oppure 22.750 specie e 1.530 generi secondo altre fonti (una delle checklist più aggiornata elenca fino a 1.679 generi). La famiglia attualmente (2021) è divisa in 16 sottofamiglie; la sottofamiglia Asteroideae è una di queste e rappresenta l'evoluzione più recente di tutta la famiglia.

### Filogenesi
La tribù Astereae (una delle 21 tribù della sottofamiglia Asteroideae) comprende circa 40 sottotribù. In base alle ultime ricerche nella tribù sono stati individuati (provvisoriamente) 5 principali lignaggi:
- Basal grade: include alcuni generi isolati, il gruppo "South American-Oceania",  alcune sottotribù africane e il gruppo dei generi legnosi del Madagascar.
- Bellis lineage: comprende le sottotribù eurasiatiche e una sottotribù africana.
- Aster lineage: include i generi asiatici di Asterinae e i principali gruppi dell'Australia e dell'Oceania.
- Baccharis lineage: include alcuni gruppi sudamericani.
- North American lineage: include la vasta gamma di sottotribù del Nordamerica, Messico e alcuni gruppi distribuiti nel Sudamerica.

Il genere  Kieslingia (insieme alla sottotribù Baccharidinae) è incluso nel lignaggio "Baccharis lineage" relativo agli areali del Sud America. La sottotribù Baccharidinae è divisa in 9 gruppi. Il genere di questa voce è incluso nel " Pacifigeron group". La analisi del DNA di tipo filogenetico supportano fortemente la vicinanza di Kieslingia chilensis alla specie Guynesomia scoparia (formano un "gruppo fratello").
I caratteri distintivi della specie  Kieslingia chilensis sono:
- le foglie sono profondamente trifide;
- i capolini sono omogami discoidali;
- i ricettacoli sono alveolati e sono privi di pagliette.